# Vidor (Texas)
Vidor é uma cidade localizada no estado norte-americano de Texas, no Condado de Orange.

## Demografia
Segundo o censo norte-americano de 2000, a sua população era de 11.440 habitantes.
Em 2006, foi estimada uma população de 11.193, um decréscimo de 247 (-2.2%).

## Geografia
De acordo com o United States Census Bureau tem uma área de
27,3 km², dos quais 27,3 km² cobertos por terra e 0,0 km² cobertos por água.

## Localidades na vizinhança
O diagrama seguinte representa as localidades num raio de 16 km ao redor de Vidor.